# Flipchart

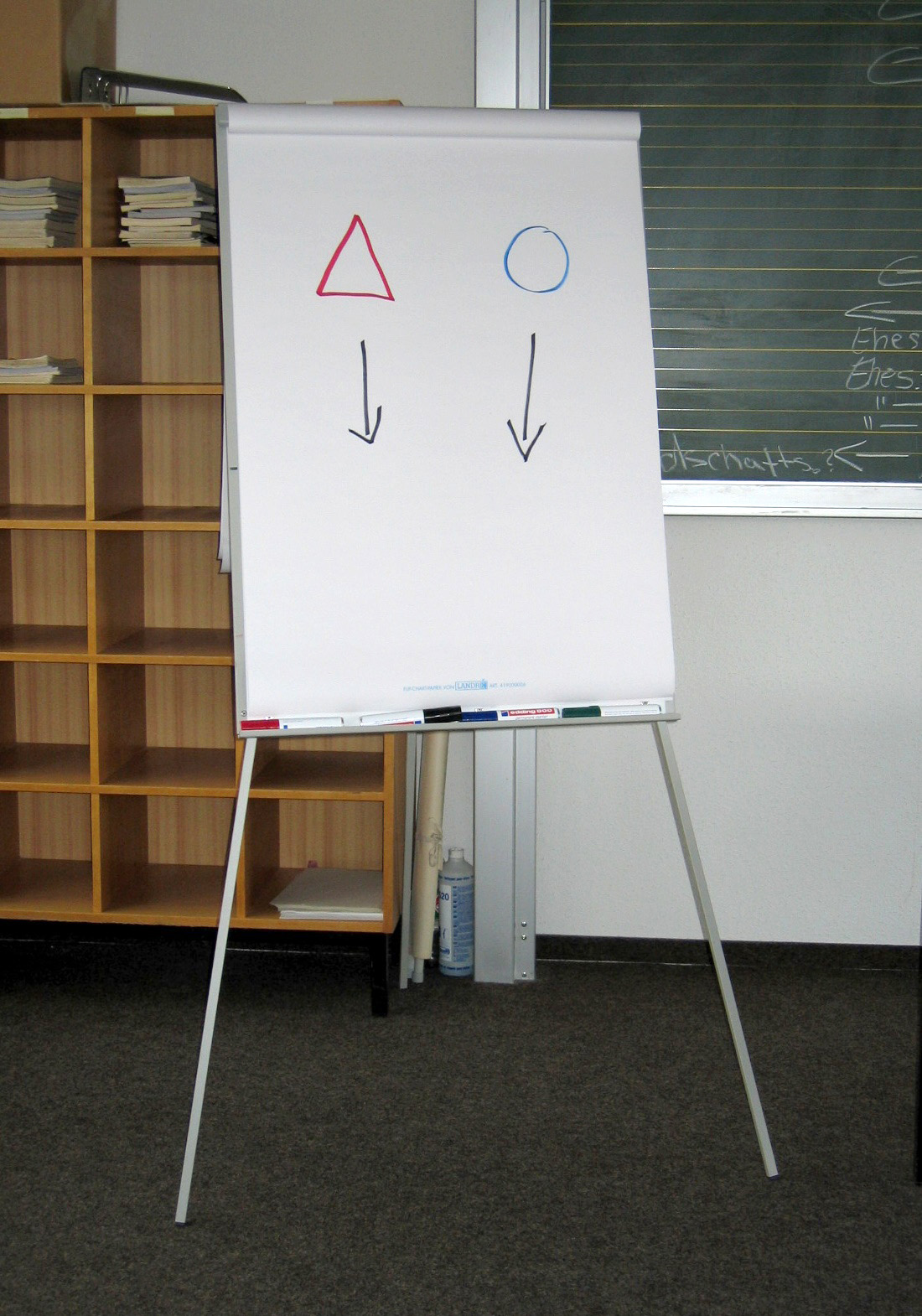
Flipchart

Ein Flipchart (auch Flip-Chart, englisch für Umblätter-Diagramm, zu Deutsch: Tafelschreibblock) ist ein transportables staffeleiartiges Gestell, das in einer Halterung auf einer festen Unterlage große Stücke Papier zum Beschriften oder Bemalen trägt. Es ist ein visuelles Hilfsmittel für Vorträge und Präsentationen, Referate, Besprechungen und Gruppenarbeiten.

## Flipchartständer
Der Flipchart besteht aus einer großen Platte, bei einigen magnethaftend, oben mit einer Klemmvorrichtung für das Flipchartpapier und unten mit einer Ablage für Stifte. Die Platte ist auf einem meist ausziehbaren Ständer so montiert, dass sie schreibgerecht leicht nach hinten geneigt ist. Dreibein-Ständer sind in der Höhe verstellbar, klappbar und leicht transportierbar und können platzsparend verstaut werden. Säulen-Ständer haben meist Rollen und sind im Raum leicht verschiebbar. Einige Flipcharts haben oben auf der Rückseite einen oder zwei seitlich ausklapp- oder ausziehbare „Arme“, an denen bereits beschriftete Blätter mit Magneten oder Klebeband befestigt werden können. 

## Flipchartpapier
Flipchartpapier orientiert sich am Format B1 (100 × 71 cm), in Europa verbreitet ist 99 × 68 cm, seltener 80 × 60 cm (wobei von der Höhe oben noch etwa 5 cm für die Halterung abgehen). Meist wird Recyclingpapier verwendet. Die Vorderseite ist weiß, die Rückseite meist als Schreibhilfe leicht durchscheinend kariert mit einem weiten Raster von etwa 2,5 cm (oder 1 Zoll). Das Papier ist durchschreibefest für Filzschreiber, die Paperstärke beträgt 70 bis 80 g/m². Das Papier und wird meist in 20er-Blöcken geliefert, ein Blatt kostet knapp 30 Cent. Oben ist es gelocht und wird so auf die Zapfen am Flipchartständer gesteckt und mit der Klemmvorrichtung befestigt. Eine Perforation vereinfacht das Abreißen der Blätter. Alternativ kann man das Papier mit einer Pinnnadel entlang der Klemmschiene ritzen.

## Digitale Flipcharts
Seit einigen Jahren gibt es auch digitale Flipcharts, die es erlauben, das Geschriebene und Gemalte als PDF zu speichern oder live im Firmennetz oder im Internet zu übertragen.

## Didaktik
Der Vortragende schreibt mit dicken Filzstiften (farbigen Markern) auf den Flipchart-Papierblock. Zeichnungen und Diagramme machen Inhalte visuell erfahrbar. Mit Fettkreiden werden Flächen hervorgehoben. Beschriebene Blätter können abgetrennt und mit Klebeband oder an einer Magnetleiste an der Wand aufgehängt werden. Dadurch ergibt sich ein fortlaufendes Protokoll.
Am Flipchart kann ein Thema auch interaktiv mit den Teilnehmern entwickelt und dokumentiert werden.

## Geschichte
Das Flipchart wurde von John Henry Patterson erfunden, dem US-amerikanischen Vertriebspionier und Unternehmensgründer der NCR Corporation.

## Flipchartmoderation
Das Flipchart gehört mit Präsentationsprogramm und Videoprojektor zu den wichtigsten Medien für Präsentationen.

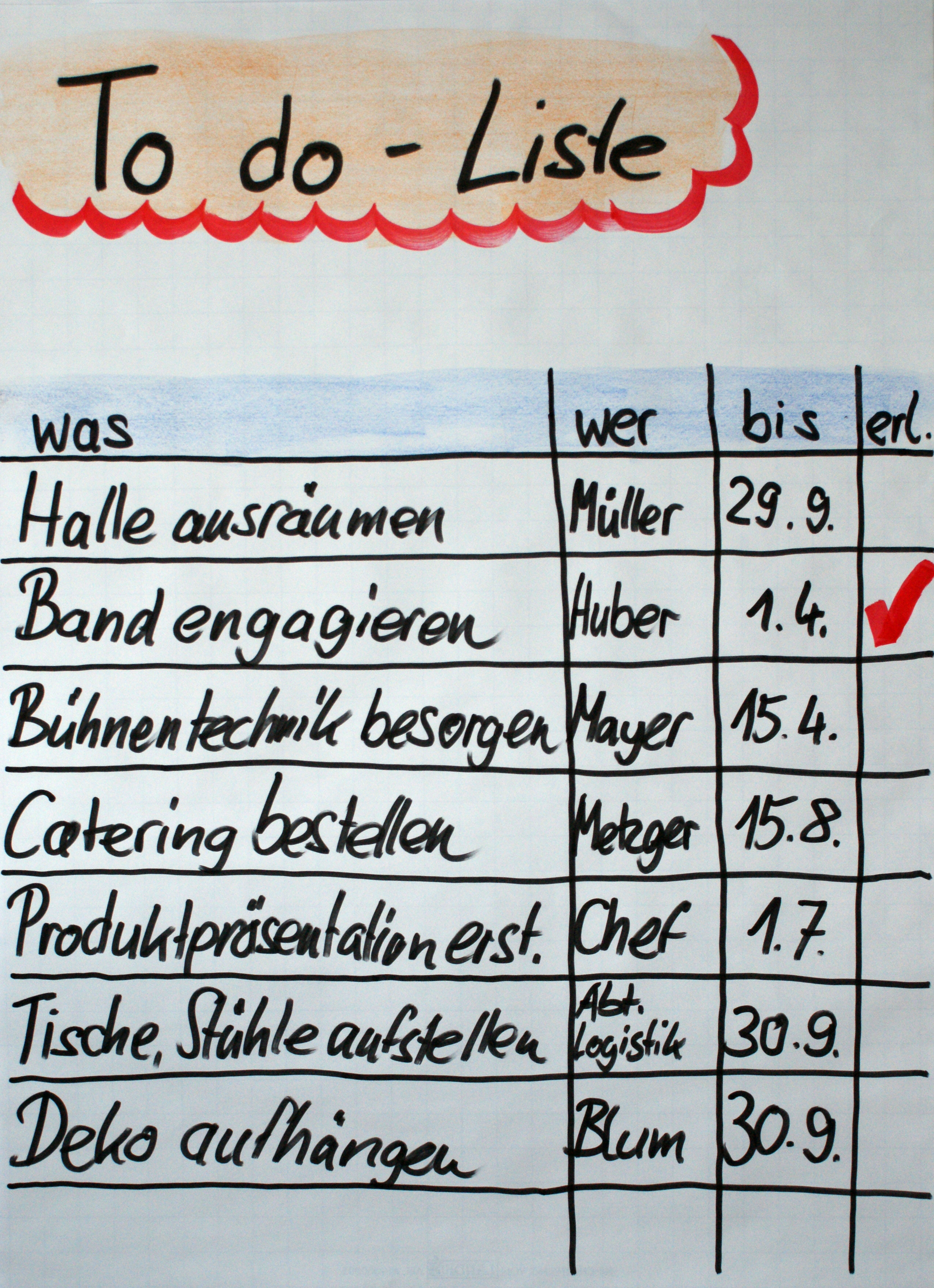
To-do-Liste
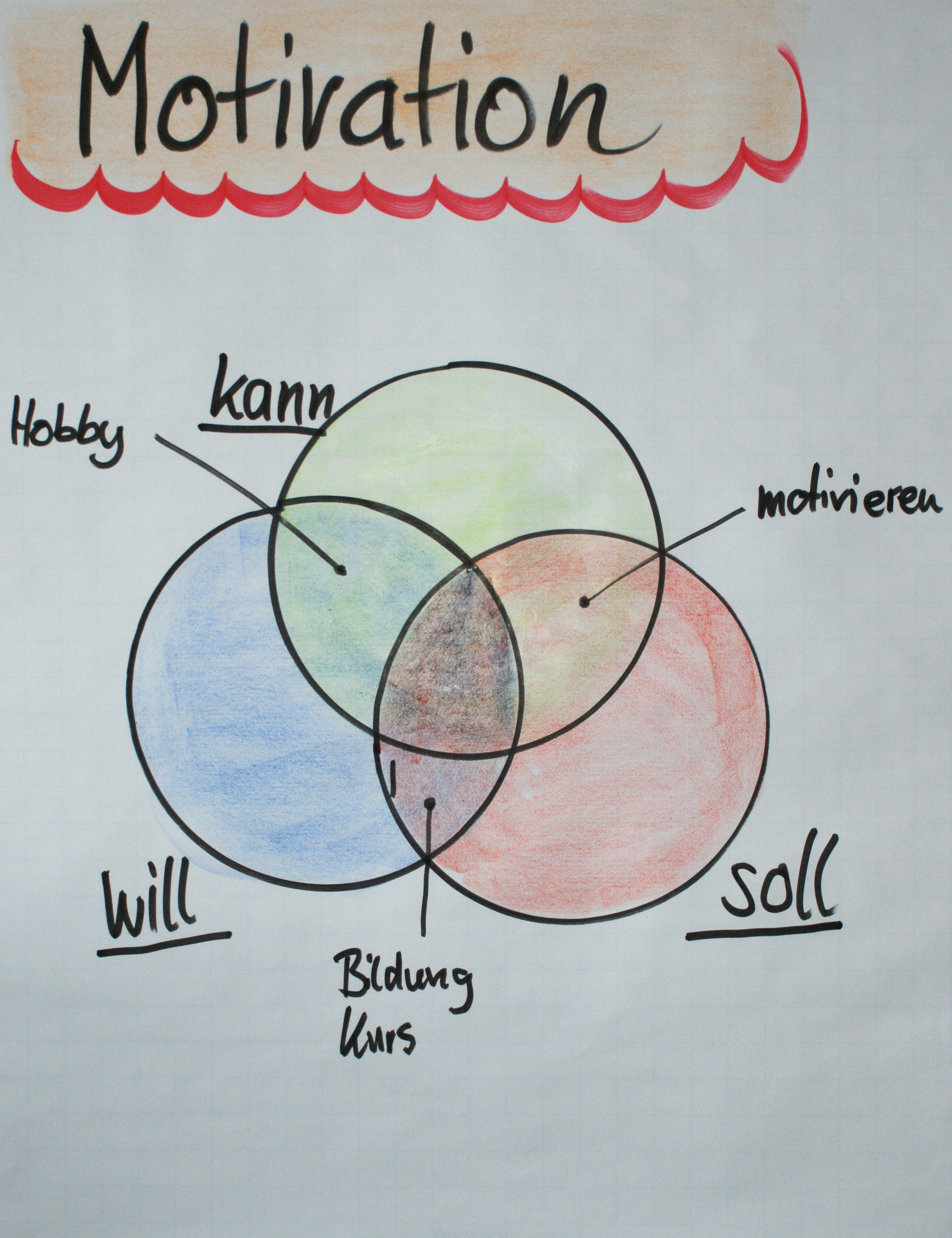
Personalentwicklung
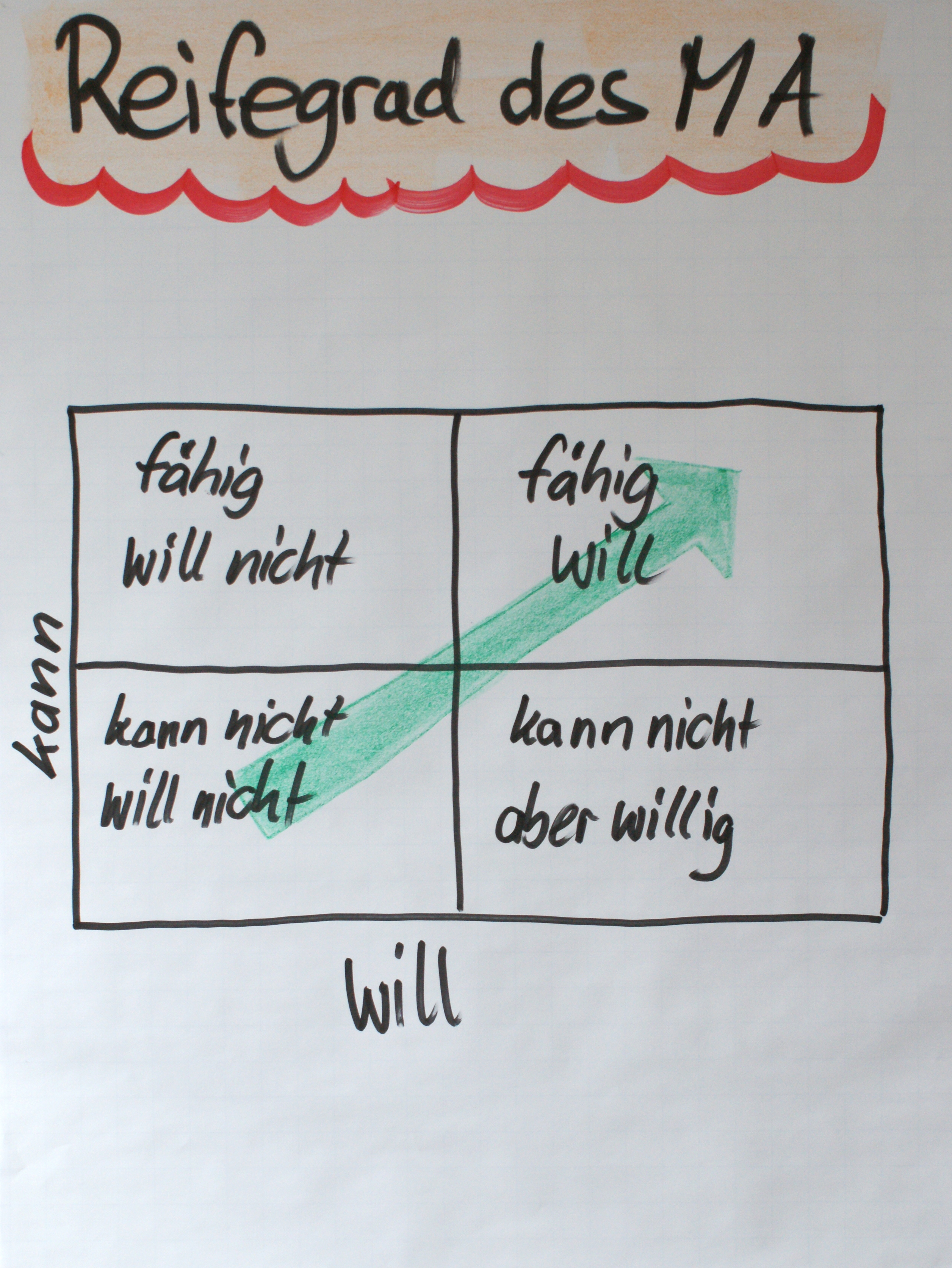
Persönliche Entwicklung
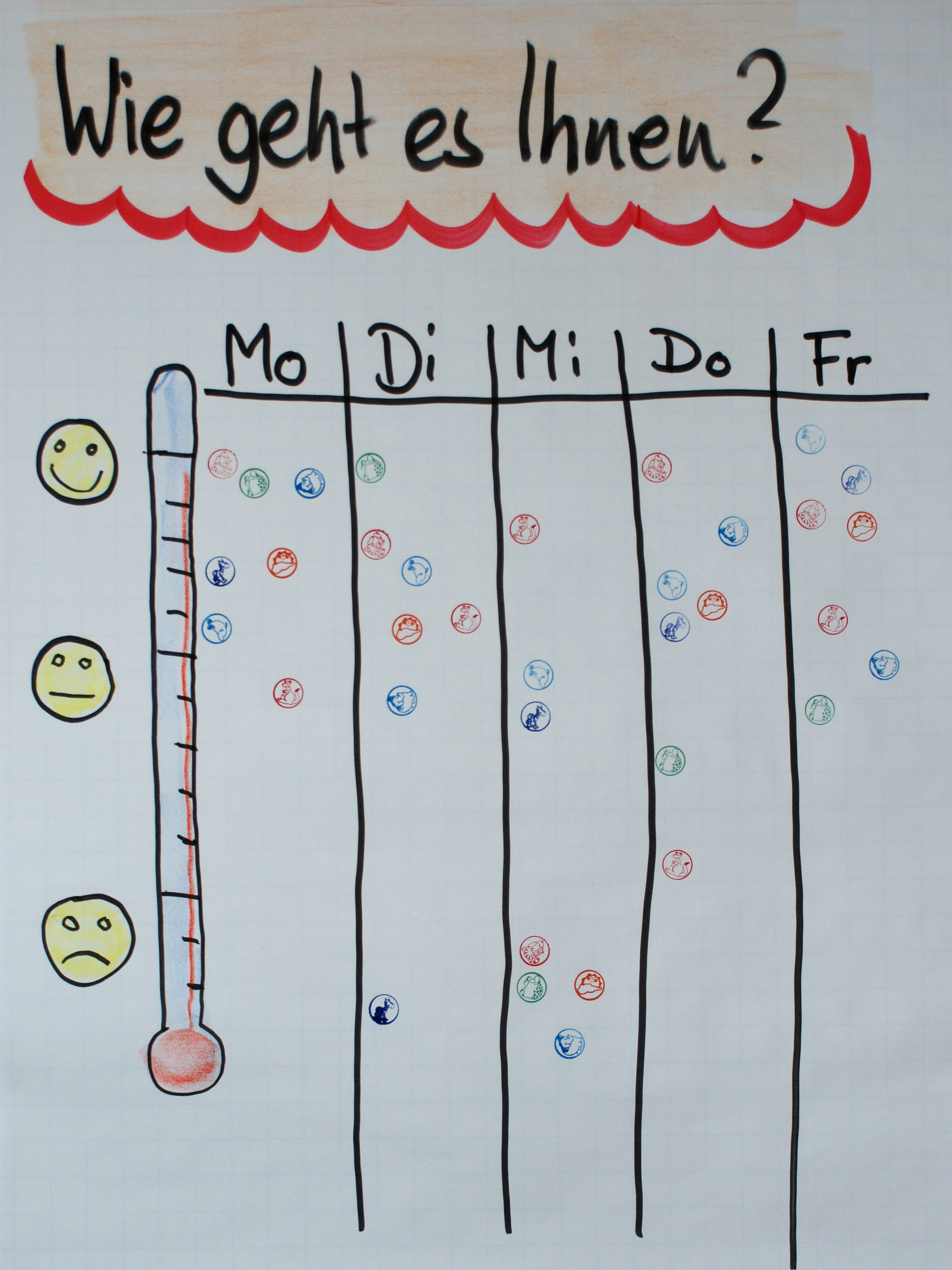
Bewertung
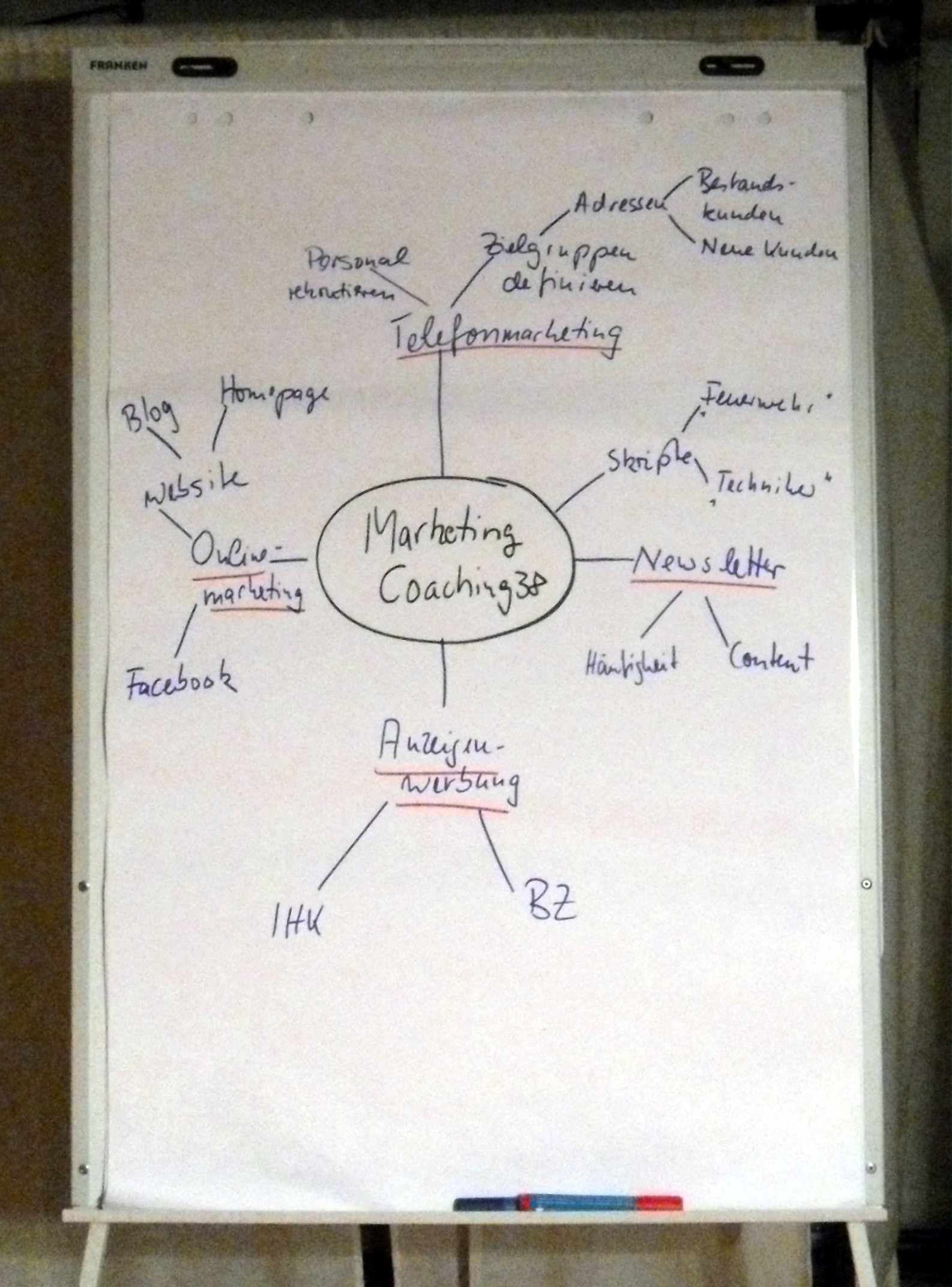
Mindmap